# Космічні течії
«Космі́чні те́чії» (англ. The Currents of Space) — науково-фантастичний роман американського письменника Айзека Азімова, належить до циклу творів про Галактичну Імперію.

## Короткий зміст
На незалежній планеті Сарк проживають сквайри, у їх підпорядкуванні знаходиться планета Флоринія. Планета є віддаленою, на ній вирощують кирт — різновид бавовни, котрий може рости тільки на Флоринії. Працівниками, які вирощують кирт, керують Резиденти — флоріани, що навчалися на планеті Сарк.
Космоаналітик Міжзоряного уряду Рік, родом з планети Земля, одного разу піддається атаці психозонду, внаслідок чого втрачає пам'ять та проживає на планеті Флоринія — його у стані важкої амнезії знайдено на киртовому полі. Більшість часу він вирощує кирт, котрий має величезну цінність на космічних ринках. Несподівано він пригадує, що знає якусь таємницю про Флоринію — планета має загинути, і ця катастрофа якось пов'язана з космічними течіями. Резидент Теренс остерігається, що Рік при відвідуванні бібліотеки може пригадати певні речі, які відкриють йому втрачені знання. Біля бібліотеки стається сутичка з патрульними, Рік з двома попутниками переховується в Нижньому місті у Пекаря.
Пекар виявляється транторським агентом Маттом Хоровим, поки втікачів шукають в Нижньому місті, він їх укриває у несправжній печі та влаштовує на нічліг.
Тим часом доктор Селім Юнц з Міжзоряного уряду щодо космоаналізу безуспішно веде пошуки зниклого агента та зв'язується із Лудігалем Абелем, консулом Трантора на Сарку. Абель здогадується про цілі пошуків Юнца та обіцяє допомогу, якщо Трантор має зацікавленість щодо поширення свого впливу на Сарк та Флоринію — зникнення космоаналітика та його пошук у цьому може бути вдалим моментом.
Тим часом один резидент Теренс приходить до рішення стати повстанцем проти визисків Сарку на Флоринії, вночі він витратить кошти з пекарні та замовляє уніформу поліціянта і зброю. Хоров має завданням вранці відвести Ріка та супровід до безпечного місця, для цього створює їм фальшиві докуметнти та має доставити на космодром. В плани волею випадку втручається Теренс, який вбиває Хорова. Рік з супроводом не впізнали Теренса у однострої, дістаються на летовище та проникають до корабля. Однак рушити з планети їм не вдається — на борту знаходиться дочка саркського високопосадовця, і служба безпеки їх виштовхує.
Ситуація динамічно змінюється та по кількох напружених перемовинах збираються усі учасники протистояння. З'ясовується, що Ріку стер пам'ять резидент Мирлін Теренс, бачачи в ньому свою боротьбу із Сарком. На той час космоаналітик з'ясував, що через космічні течії сонце Флоринії знаходиться в стадії переродження у нову зорю, планеті загрожує знищення. Доктор Селім Юнц пропонує вихід, який влаштовує усі сторони. Сарк вигідно продає Флоринію Трантору, позаяк лише питанням часу є можливість розведення кирту на інших планетах, далебі стає відомо, що на його ріст має вплив сонце у стадії перетворення в нову зорю. Населення планети евакуюють.